# Studzienka Taschnera w Poznaniu

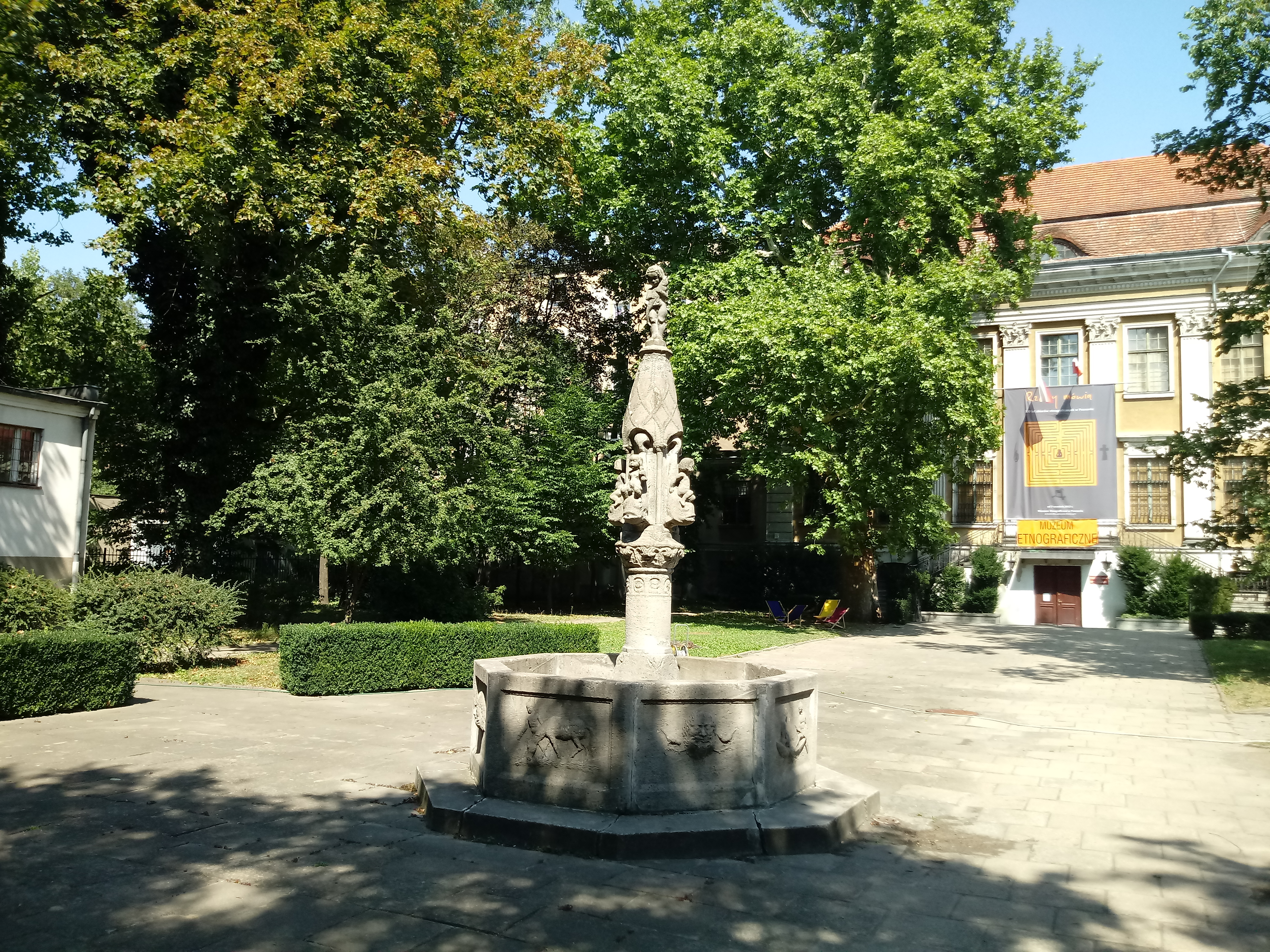
Studzienka Taschnera współcześnie

Studzienka Taschnera w Poznaniu – fontanna usytuowana na dziedzińcu Muzeum Etnograficznego przy ul. Mostowej 7 w Poznaniu.
Fundatorem Studzienki Taschnera była niemiecka Krajowa Komisja Artystyczna. Odsłonięcia dokonano w 1908 roku. Usytuowana została w południowo-wschodnim narożniku dziedzińca obecnego Urzędu Miejskiego przy Placu Kolegiackim w Poznaniu. Pruski kronikarz Poznania, Arthur Kronthal tak napisał o studzience: „Fontanna wykonana z piaskowca przez Ignatiusa Taschnera składa się z ciężkiej, przysadzistej kolumny spoczywającej na ośmiokątnym stopniu. Jej bogato rozczłonkowana głowica dźwiga konstrukcję przypominającą tabernakulum, ozdobioną postaciami dzieci siedzących na delfinach. Zakończenie górnej części kopuły (przybranej jakby sznurkiem) stanowi figurka putta, obejmująca w iście zabawny sposób rybę. Ośmioboczna cembrowina fontanny przedstawia na czterech polach różnorakie sposoby wykorzystania wody”.
Studzienka Taschnera to wysoka kolumna umieszczona pośrodku ośmiobocznego basenu. Na jego czterech ścianach znajdują się płaskorzeźby ukazujące różne sposoby wykorzystania wody. W dolnej części kolumny znajdują się maszkarony, natomiast w środkowej części umieszczone są postacie dzieci siedzących na delfinach. Na szczycie posadowiono postać chłopca trzymającego oburącz wielką rybę. Projektantem i twórcą studzienki był uznany berliński rzeźbiarz i grafik Ignatius Taschner (1871–1913).
Studzienka Taschnera stała na pierwotnym miejscu do połowy lat 60. XX w. W 1965 została rozebrana i złożona w magazynach na poznańskiej Cytadeli. Poznański oddział „Towarzystwa Opieki nad Zabytkami”, przy wsparciu lokalnych kupców i rzemieślników, zebrał środki, które umożliwiły zrekonstruowanie zabytkowej studzienki. 15 listopada 1992 została ponownie ustawiona, tym razem w ogrodzie dawnej loży masońskiej, przed wejściem do Muzeum Etnograficznego.